# Comuna Irșa, Radomîșl
Irșa (în ucraineană Іршанська сільська рада) este o comună în raionul Radomîșl, regiunea Jîtomîr, Ucraina, formată din satele Irșa (reședința) și Vîrva.

## Demografie
Componența lingvistică a comunei Irșa
     Ucraineană (94,91%)
     Rusă (5,09%)
Conform recensământului din 2001, majoritatea populației comunei Irșa era vorbitoare de ucraineană (94,91%), existând în minoritate și vorbitori de rusă (5,09%).